# Borneo Hornbills Basketball Club
Il  Borneo Hornbills Basketball Club è una società professionista di basket con sede nella città di Bogor, una delle principali città della provincia di Giava Occidentale, in Indonesia; la squadra compete nella Indonesian Basketball League, la massima competizione nazionale
I colori sociali della squadra sono il Nero, il Verde e l'Arancione; mentre le partite casalinghe del club vengono giocate presso la GOR Laga Tangkas Pakansari, una struttura situata a Bongor che può ospitare fino a 5.000 spettatori.

## Storia
Nell'agosto 2021 il club venne fondato nella città di Pontianak con il nome di Bumi Borneo Pontianak, diventando la prima squadra professionistica di pallacanestro della provincia del Kalimantan Occidentale, e la prima dell'isola di Kalimantan a prendere parte, nella stagione 2022, alla Indonesian Basketball League.
Dopo aver concluso le prime due stagioni di IBL, ottenendo anche la prima partecipazione ai play-off nel 2023, grazie all'ottavo posto ottenuto nella stagione regolare; prima dell'inizio della stagione 2024 la società ha cambiato il proprio nome in Borneo Hornbills. Prendendo anche la decisione di giocare le partite casalinghe nella città di Bogor nella provincia di Giava Occidentale, presso il GOR Laga Tangkas; tale decisione è dovuto al fatto che le strutture sull'isola di Kalimantan erano inadeguate e quindi insufficienti a soddisfare pienamente le esigenze del team, tuttavia, la società spera di poter tornare a giocare a Kalimantan nel prossimo futuro.

## Organico

### Roster 2023-2024
Il roster per la stagione 2023-2024 
|    | Naz.                                          | Ruolo | Sportivo                 | Anno | Alt. | Peso |  |
| -- | --------------------------------------------- | ----- | ------------------------ | ---- | ---- | ---- |  |
| 1  | Giamaica (bandiera)                           | PG    | Akeem Scott              | 1983 | 182  | 82   |  |
| 3  | Indonesia (bandiera)                          | G     | Sultan Prawira           | 2002 | 179  | 79   |  |
| 4  | Indonesia (bandiera)                          | PG    | Agam Subastian           | 1997 | 165  | 64   |  |
| 5  | Indonesia (bandiera)                          | PG    | Daniel Wenas             | 1992 | 190  | 82   |  |
| 7  | Indonesia (bandiera)                          | G     | Steven Orlando           | 2001 | 183  | 80   |  |
| 8  | Indonesia (bandiera)                          | G     | Ngurah Wisnu Budidharma  | 1990 | 180  | 74   |  |
| 9  | Indonesia (bandiera)                          | PG    | Selvy Victory Rondonuwu  | 1996 | 173  | 63   |  |
| 10 | Indonesia (bandiera)                          | AP    | Pondra Gunawan Anjas     | 1996 | 177  | 78   |  |
| 11 | Indonesia (bandiera)                          | G     | Calvin Chrissler         | 1998 | 175  | 75   |  |
| 12 | Indonesia (bandiera)                          | AP    | Baltazar Noerisqun Wasi  | 2003 | 188  | 83   |  |
| 13 | Indonesia (bandiera)                          | C     | Muhammad Rizky Ari Daffa | 2000 | 194  | 80   |  |
| 22 | Indonesia (bandiera)                          | AP    | Raymond Shariputra       | 1991 | 181  | 82   |  |
| 23 | Indonesia (bandiera)                          | C     | Valentino Wuwungan       | 1989 | 192  | 97   |  |
| 24 | Stati Uniti (bandiera)                        | AP    | Michael Qualls           | 1994 | 196  | 93   |  |
| 25 | Stati Uniti (bandiera)                        | C     | Steve Taylor Jr.         | 1993 | 206  | 107  |  |
| 71 | Stati Uniti (bandiera) · Indonesia (bandiera) | AG    | Jamarr Johnson           | 1988 | 196  | 95   |  |

### Staff tecnico
| Ruolo           | Nome             |
| --------------- | ---------------- |
| Capo Allenatore | Tondi Syailendra |
| Assistente      | Rimbun Sidahuruk |
| Assistente      | Ahmad Junaedi    |

## Giocatori Famosi
- Cameron Ridley[8]
- Devondrick Walker[9]
- Randy Bell[8]
- Austin Mofunanya